# Yoshito Ōkubo
Yoshito Ōkubo (大久保 嘉人 Ōkubo Yoshito?, n. 9 iunie 1982, Prefectura Fukuoka, Japonia) este un fotbalist japonez care joacă pentru clubul Kawasaki Frontale.

## Palmares
VfL Wolfsburg
- Bundesliga: 2008–2009

### Meciuri la națională
| Japonia | Japonia | Japonia |
| An      | Meciuri | Goluri  |
| ------- | ------- | ------- |
| 2003    | 14      | 0       |
| 2004    | 3       | 0       |
| 2005    | 2       | 0       |
| 2006    | 0       | 0       |
| 2007    | 2       | 2       |
| 2008    | 12      | 3       |
| 2009    | 9       | 0       |
| 2010    | 11      | 0       |
| 2011    | 0       | 0       |
| 2012    | 1       | 0       |
| 2013    | 0       | 0       |
| 2014    | 3       | 1       |
| Total   | 57      | 6       |

## Legături externe
- Biografie pe site-ul lui Real Mallorca Arhivat în 25 martie 2017, la Wayback Machine. es